# Pseudohydromys
Pseudohydromys là một chi động vật có vú trong họ Muridae, bộ Gặm nhấm. Chi này được Rümmler miêu tả năm 1934. Loài điển hình của chi này là Pseudohydromys murinus Rümmler, 1934.

## Các loài
Chi này gồm các loài: